# Język ajnu
Język ajnu, także ajni, ejnu lub abdal (nazwa własna: äynú (ئەينۇ) [ɛjˈnu]) — język wschodnioturecki, używany w ujgurskim regionie autonomicznym Chińskiej Republiki Ludowej, uważany czasem za dialekt języka ujgurskiego. W słownictwie zaznacza się wyraźny wpływ języków irańskich, podczas gdy fonetyka i gramatyka zachowują turkijski charakter. Jego użytkowników stanowi grupa etniczna, licząca mniej niż 30 tys. osób, oficjalnie zaliczana w skład Ujgurów.